# Logika niefregowska
Logika niefregowska – rachunek logiczny, który różni się od klasycznych „fregowskich” rachunków logicznych tym, że zdania nie są w nim nazwami przedmiotów logicznych (prawdy lub fałszu), lecz są nazwami sytuacji. Logika ta jest przykładem logiki filozoficznej. Jej twórcą był Roman Suszko.

## Aksjomat Fregego
Gottlob Frege twierdził, że zdania w sensie logicznym są nazwami przedmiotów logicznych. Wszystkie zdania prawdziwe oznaczają ten sam przedmiot – prawdę, a zdania fałszywe – fałsz. Natomiast na płaszczyźnie ontologicznej prawdzie odpowiada byt zaś fałszowi niebyt. Wyrażenia mogą być wzajemnie wymienialne salva veritate.
Frege spójnik identyczności {\displaystyle (a=b)} utożsamiał ze spójnikiem równoważności {\displaystyle (a\Leftrightarrow b).} Roman Suszko założenie, w myśl którego zdania i zmienne zdaniowe przyjmują wartości w dwuelementowym zbiorze wartości logicznych, nazwał aksjomatem Fregego. Istnieją dwa sformułowania tego aksjomatu: semantyczne (sformułowanie powyższe) i ontologiczne (formuła rachunku zdań utożsamiająca spójnik identyczności ze spójnikiem równoważności: {\displaystyle (a=b)=(a\Leftrightarrow b)}).
Suszko zainspirowany obrazkową teorią znaczenia Wittgensteina stwierdził, że zarówno zdania, jak i nazwy mają sens i korelat semantyczny (odniesienie przedmiotowe). Utrzymana zostaje zastępowalność salva veritate wyrażeń o tych samych korelatach semantycznych. Suszko odrzuca tezę, jakoby wszystkie zdania prawdziwe (i odpowiednio fałszywe) miały jeden korelat semantyczny.

## Filozoficzne założenia logiki niefregowskiej
Niektórym zdaniom odpowiadają pewne możliwości w postaci korelatów semantycznych. Jeżeli dana możliwość realizuje się, to jest faktem. Aby stwierdzić, czy dwa różne zdania odnoszą się do tej samej sytuacji, Suszko wprowadził spójnik identyczności {\displaystyle (a\equiv b),} który obrazuje, czy dwa zdania przedstawiają tę samą sytuację. Z kolei spójnik równoważności obrazuje, czy dwa zdania zachodzą jednocześnie (czy posiadają tę samą wartość logiczną).
W celu formalnego ujęcia zagadnienia przedmiotów i sytuacji Suszko wprowadził specjalną klasę języków – języki typu W. Interpretacja W-języków jest taka, że zmienne nazwowe przyjmują wartości w uniwersum przedmiotów, zaś zmienne zdaniowe przyjmują wartości w uniwersum sytuacji.
Logika niefregowska jest określona w obszerniejszym języku niż logika klasyczna. Jest logiką ekstensjonalną i logiką dwuwartościową. Język klasycznego rachunku predykatów oraz język klasycznej logiki zdań są szczególnego rodzaju przypadkami W-języków i powstają przez pominięcie pewnego rodzaju symboli, np. gdy spójnik identyczności zastąpimy spójnikiem równoważności, z logiki niefregowskiej powstanie logika klasyczna.

## Ontologia W-języków
Jak stwierdził Suszko, cokolwiek istnieje, jest przedmiotem, sytuacją lub funkcją. Taka klasyfikacja wynika z podziału wszelkich wyrażeń języka na trzy kategorie: zdania (gdzie korelatem semantycznym zdania jest stan rzeczy stwierdzany w tym zdaniu), nazwy (gdzie korelatem semantycznym nazwy jest jej desygnat) i formuły ze zmiennymi wolnymi (gdzie korelatem są odpowiednie funkcje, które posiadają tyle argumentów, ile formuły mają zmiennych wolnych). S.L. Bloom i Suszko stworzyli formalną semantykę dla W-języka logiki niefregowskiej. Przyjmuje się konwencję, że jeżeli w zamierzonym modelu coś zostało nazwane, to jest przedmiotem, a jeżeli coś zostało stwierdzone w zdaniu, to jest sytuacją.
Modelem dla W-języka jest uporządkowana czwórka (Up, Us, D, F), gdzie Up jest zbiorem przedmiotów, o których mówi się w języku J (uniwersum przedmiotów może zawierać zarówno przedmioty fizyczne na przykład rzeczy, jak i przedmioty abstrakcyjne na przykład liczby), Us jest zbiorem sytuacji, które mogą być stwierdzone w zdaniu języka J (uniwersum sytuacji Us może zawierać sytuacje konkretne, na przykład zachodzenie pewnej relacji pomiędzy przedmiotami fizycznymi, a także abstrakcyjne stany rzeczy, na przykład zachodzenie pewnej relacji między liczbami), D to zbiór faktów, które zachodzą w rozważanym modelu, zaś F to zbiór funkcji, który odpowiada spójnikom, predykatom, symbolom funkcyjnym oraz kwantyfikatorom języka J (elementy ze zbioru F, a więc korelaty semantyczne wszelkich funktorów i kwantyfikatorów, są w tym modelu pewnymi funkcjami, czyli obiektami abstrakcyjnymi).
Henryk Elzenberg, Bogusław Wolniewicz i Mieczysław Omyła wartości zaliczają do zbioru Us, dlatego że wartość pojmują jako taki stan rzeczy, który powinien być.